# Kanton Bonneville
Der Kanton Bonneville ist seit 1860 ein französischer Wahlkreis im Département Haute-Savoie in der Region Auvergne-Rhône-Alpes. Er umfasst 20 Gemeinden aus dem Arrondissement Bonneville, sein Bureau centralisateur befindet sich in Bonneville. Im Rahmen der landesweiten Neuordnung der französischen Kantone wurde er im Frühjahr 2015 erweitert.

## Gemeinden
Der Kanton besteht aus 20 Gemeinden mit insgesamt 58.255 Einwohnern (Stand: 2022) auf einer Gesamtfläche von 312,04 km²:
| Gemeinde                 | Einwohner 1. Januar 2022 | Fläche km² | Dichte Einw./km² | Code INSEE | Postleitzahl |
| ------------------------ | ------------------------ | ---------- | ---------------- | ---------- | ------------ |
| Arenthon                 | 1.998                    | 11,47      | 174              | 74018      | 74800        |
| Ayse                     | 2.325                    | 10,48      | 222              | 74024      | 74130        |
| Bonneville               | 13.320                   | 27,15      | 491              | 74042      | 74130        |
| Brizon                   | 465                      | 10,39      | 45               | 74049      | 74130        |
| Contamine-sur-Arve       | 2.374                    | 6,92       | 343              | 74087      | 74130        |
| Faucigny                 | 655                      | 4,91       | 133              | 74122      | 74130        |
| Fillinges                | 3.550                    | 11,67      | 304              | 74128      | 74250        |
| Glières-Val-de-Borne     | 1.825                    | 71,77      | 25               | 74212      | 74130        |
| La Tour                  | 1.353                    | 7,73       | 175              | 74284      | 74250        |
| Marcellaz                | 1.072                    | 4,17       | 257              | 74162      | 74250        |
| Marignier                | 6.432                    | 19,97      | 322              | 74164      | 74970        |
| Mégevette                | 606                      | 21,66      | 28               | 74174      | 74490        |
| Onnion                   | 1.281                    | 18,97      | 68               | 74205      | 74490        |
| Peillonnex               | 1.363                    | 6,40       | 213              | 74209      | 74250        |
| Saint-Jean-de-Tholome    | 1.157                    | 12,37      | 94               | 74240      | 74250        |
| Saint-Jeoire             | 3.423                    | 22,75      | 150              | 74241      | 74490        |
| Saint-Pierre-en-Faucigny | 7.848                    | 14,91      | 526              | 74250      | 74800        |
| Ville-en-Sallaz          | 918                      | 3,37       | 272              | 74304      | 74250        |
| Viuz-en-Sallaz           | 4.668                    | 20,99      | 222              | 74311      | 74250        |
| Vougy                    | 1.622                    | 3,99       | 407              | 74312      | 74130        |
| Kanton Bonneville        | 58.255                   | 312,04     | 187              | 7405       | –            |

Bis zur landesweiten Neuordnung der französischen Kantone im März 2015 gehörten zum Kanton Bonneville die 13 Gemeinden Ayse, Bonneville, Brizon, Contamine-sur-Arve, Entremont, Faucigny, Le Petit-Bornand-les-Glières, Marcellaz, Marignier, Mont-Saxonnex, Peillonnex, Thyez und Vougy. Sein Zuschnitt entsprach einer Fläche von 202,24 km2. Er besaß vor 2015 einen anderen INSEE-Code als heute, nämlich 7408.

## Veränderungen im Gemeindebestand seit der landesweiten Neuordnung der Kantone
2019: Fusion Entremont (Kanton Faverges) und Le Petit-Bornand-les-Glières → Glières-Val-de-Borne

## Politik
| Vertreter im Departementrat | Vertreter im Departementrat | Vertreter im Departementrat |
| Amtszeit                    | Namen                       | Partei                      |
| --------------------------- | --------------------------- | --------------------------- |
| 1994–2015                   | Raymond Mudry               | DVD                         |
| 2015–                       | Agnès Gay                   | DVD                         |
| 2015–                       | Raymond Mudry               | DVD                         |